# 國道133號

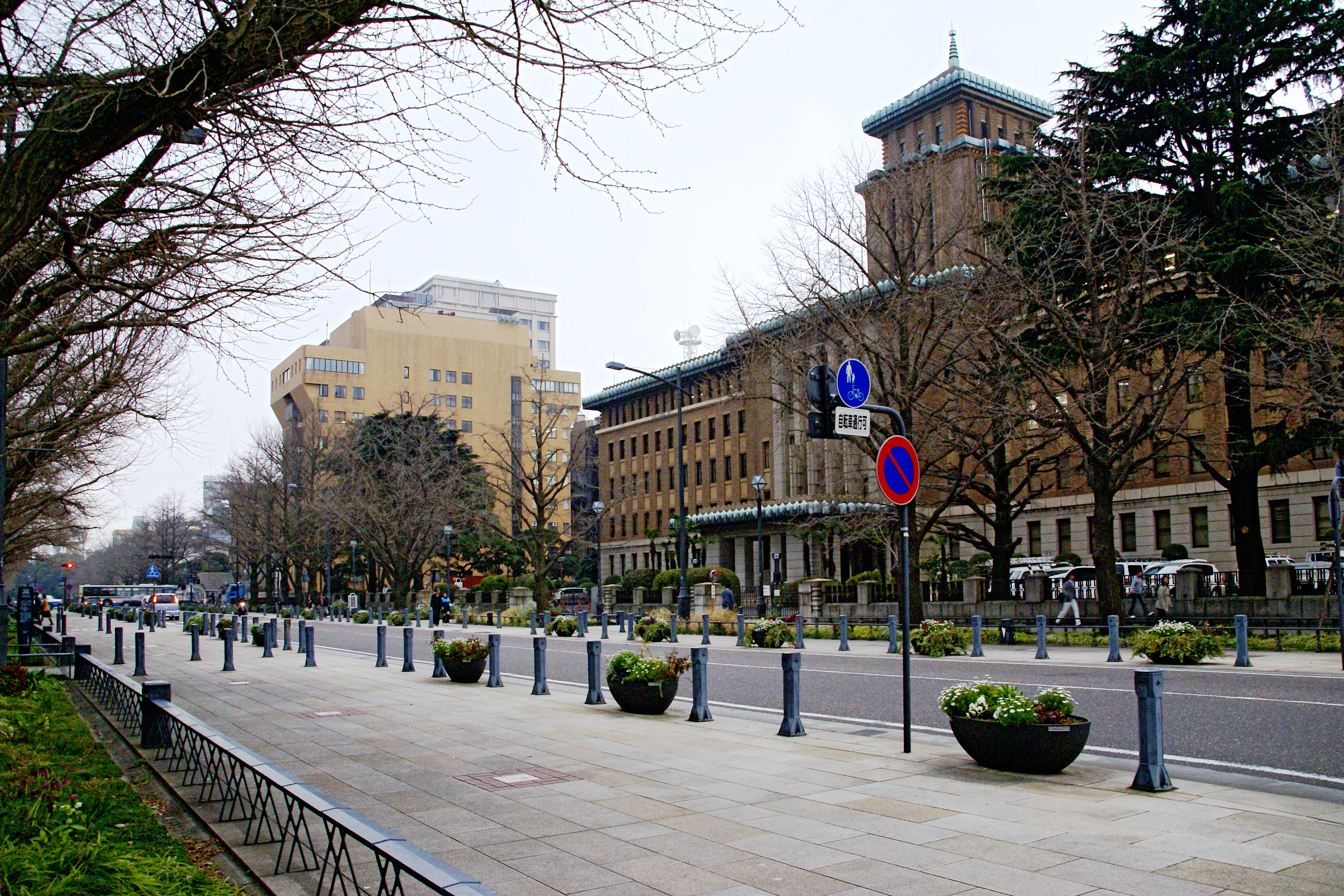
國道133號（日本大通）
右側建築物為神奈川縣廳舍

國道133號為日本自橫濱港至神奈川縣橫濱市中區櫻木町的一般國道。

## 概要
- 起點 : 橫濱港（開港廣場前交差點）
- 終點 : 橫濱市中區櫻木町（櫻木町一丁目交差點＝國道16號交點）
- 重要經過地 : 無
- 路線延長: 1.4 km[1][注 1]
- 指定區間 : 無[2]

## 路線狀況

### 通稱
- 海岸通（開港廣場前交差點 - 開港資料館前交差點）
- 日本大通（開港資料館前交差點 - 港郵便局前）
- 本町通（港郵便局前 - 本町五丁目交差點、本町五丁目交差點 - 櫻木町一丁目交差點）

### 道路設施

#### 橋樑
- 辯天橋

## 地理

### 通過行政區
- 神奈川縣
橫濱市（中區）

### 交匯道路
- 橫濱市主要地方道82號山下本牧磯子線（開港廣場前交差點）
- 榮本町線（本町五丁目交差點）
- 國道16號（櫻木町一丁目交差點）

## 資料來源
1. ↑   (PDF). 道路統計年報2013. 國土交通省道路局: 7.   [2014-01-19]. （原始内容 (PDF)存档于2014-01-16）.
2. ↑  . 法令資訊提供系統. 總務省行政管理局.   [2012-09-23]. （原始内容存档于2008-02-07）.

## 關連項目
- 關東地方道路列表

## 外部連結
- 橫濱市（页面存档备份，存于）
  - 道路局（页面存档备份，存于）：全線管理